# Strypa (sídlo)
Strypa, ukrajinsky Стрипа, maďarsky Sztrippa, je část obce Jarok, v Baranynské územní komunitě, v okrese Užhorod, v Zakarpatské oblasti na západě Ukrajiny.

## Historie
Do uzavření Trianonské smlouvy byla ves součástí Uherska, poté byla součástí Československa. V roce 1921 zde stálo 33 domů a žilo 192 obyvatel. Od roku 1945 byla Strypa součástí Ukrajinské sovětské socialistické republiky, která byla součástí SSSR. Od roku 1991 je součástí nezávislé Ukrajiny.